# Bembecia transcaucasica
Bembecia transcaucasica is een vlinder uit de familie wespvlinders (Sesiidae), onderfamilie Sesiinae.
Bembecia transcaucasica is voor het eerst wetenschappelijk beschreven door Staudinger in 1891. De soort komt voor in het Palearctisch gebied.